# Brayublandong
Brayublandong is een bestuurslaag in het regentschap Mojokerto van de provincie Oost-Java, Indonesië. Brayublandong telt 3268 inwoners (volkstelling 2010).